# Косаревщина

Косаревщина (укр. Косарівщина) — село,
Дибровский сельский совет,
Роменский район,
Сумская область,
Украина.
Код КОАТУУ — 5924184905. Население по переписи 2001 года составляло 118 человек .

## Географическое положение
Село Косаревщина находится берегу безымянной реки, которая через 8 км впадает в реку Ромен.
На расстоянии в 4 км расположено село Крещатик.
По селу протекает пересыхающий ручей с запрудой.